# Slaghöken (film, 1940)
Slaghöken (originaltitel: The Sea Hawk) är en amerikansk film från 1940 i regi av Michael Curtiz. Filmen utspelar sig på 1500-talet under kriget mellan Spanien och England och följer piraten Geoffrey Thorpe. Filmen nominerades till 4 Oscars, bland annat för bästa musik och bästa effekter.

## Rollista
- Errol Flynn – Geoffrey Thorpe
- Brenda Marshall – Dona Maria
- Claude Rains – Don José Alvarez de Cordoba
- Henry Daniell – Lord Wolfingham
- Donald Crisp – Sir John Burleson
- Flora Robson – drottning Elisabet I
- Alan Hale – Carl Pitt
- Una O'Connor – Latham
- William Lundigan – Danny Logan
- Montagu Love – kung Filip II